# Gonolobus heterophyllus
Gonolobus heterophyllus är en oleanderväxtart som först beskrevs av Hemsley, och fick sitt nu gällande namn av G. Morillo. Gonolobus heterophyllus ingår i släktet Gonolobus och familjen oleanderväxter. Inga underarter finns listade i Catalogue of Life.